# Объединённая Арабская Республика
Объединённая Арабская Республика (ОАР; араб. الجمهورية العربية المتحدة‎, аль-Джумхури́я аль-Араби́я аль-Мутта́хида; сокращённо Арабская республика или Арабия) — государство, существовавшее в 1958—1971 годах в северной Африке и передней Азии. До 1961 года являлась союзом двух стран — Сирии и Египта (с 8 марта 1958 года Йеменское Королевство входило в конфедерацию с ОАР). 28 сентября 1961 года Сирия заявила о выходе из состава ОАР. В 1963 году были предприняты шаги к возрождению Союзного государства в составе Египта (ОАР), Сирии и Ирака, однако из-за разногласий относительно государственного устройства эти планы не были реализованы. Объединённая Арабская Республика формально (в составе одного Египта) продолжала существовать до 1971 года, когда было объявлено об образовании Федерации Арабских Республик — конфедерации Египта, Ливии и Сирии.

## Объединённое государство Египта и Сирии
Создание ОАР было представлено как первый шаг к объединению арабских государств. Правительство Сирии в январе 1958 года направило в Каир делегацию и предложило Египту объединение с Сирией. Министр иностранных дел Сирии Салах Битар просил ускорить работу по объединению двух государств. Египетский президент Абдель Насер согласился, но на условиях, которые давали преимущество Египту и лишали влияния все другие политические силы.
- Первые соглашения о создании панарабского государства были подписаны 1 февраля 1958 года во дворце Кубба в Каире Гамалем Абдель Насером и президентом Сирии Шукри аль-Куатли.
- 21 февраля в Египте и Сирии прошли референдумы об объединении Египта и Сирии в единое государство, а Насер был избран президентом ОАР. Насер превратился в харизматичного лидера, не только Египта, но и арабского мира, продвигая и реализуя идею панарабизма и «арабского социализма».
- Акт об объединении стран был подписан их президентами 22 февраля 1958 года. Прибывшего в Дамаск Насера приветствовали толпы народа. Любое из арабских государств могло присоединиться к ОАР.
- 27 июля 1958 года был принят закон о гражданстве Объединённой Арабской Республики[1].
- 11 сентября того же года в Москве было подписано соглашение о воздушном сообщении между СССР и ОАР, а 18 сентября между ними было подписано соглашение о судоходстве[2].
- 7 октября 1958 года президент Насер провёл реорганизацию правительств и Советов Египетского и Сирийского районов[1].
- В 1960—1961 годах Абдель Насер, занимавший пост президента ОАР, проводил широкую кампанию по национализации банков и частных предприятий в объединённой стране. В её руководстве доминировали египтяне, но сирийцы также занимали многие важные посты. Однако вскоре Насер распустил все сирийские политические партии. В Сирии началась масштабная национализация сельского хозяйства, а затем промышленности и банковского сектора.
- 28 сентября 1961 года офицеры сирийской армии захватили власть в Дамаске, арестовали и выслали из Сирии представителя Насера маршала Абдель Хаким Амера и объявили о выходе Сирии из ОАР. Несмотря на большую личную популярность Насера, Сирия вышла из ОАР из-за противоречий, вызванных явными претензиями Египта на ведущую роль.
- 28 сентября 1961 Объединённая Арабская Республика стала унитарным государством.

## Последующие попытки создать объединённое арабское государство
После того, как в ходе переворотов 8 февраля в Ираке, а 8 марта 1963 в Сирии к власти в этих странах вернулась партия БААС, были предприняты попытки возродить союзное государство в составе ОАР, Сирии и Ирака.

Уже 10 марта 1963 года в Дамаск для переговоров об объединении прибыла иракская делегация во главе с министром внутренних дел Али Салехом Саади и министром обороны Салехом Аммашем. 14 марта премьер-министр Сирии Салах Битар по радио объявил, что главной задачей его правительства является создание союза ОАР, Сирии и Ирака, с возможным включением в него Алжира и Йемена. 15 марта Насер провёл в Каире переговоры с сирийской и иракской делегациями. 19 марта Салах Битар прибыл в Каир с трёхдневным визитом и провёл переговоры с Насером. 25 марта в Каир для переговоров об объединении прибыла алжирская делегация во главе с министром обороны Хуари Бумедьеном.
17 апреля 1963 года в Каире было распространено коммюнике Насера, руководителя Сирии генерал-лейтенанта Луэя аль-Атаси и премьер-министра Ирака Ахмеда Хасана аль-Бакра о создании Федерации в составе Арабского, Сирийского и Иракского районов со столицей в Каире. Федерация должна была сохранить флаг ОАР с добавлением к нему ещё одной звезды. Но последовавшие вскоре политические кризисы в Сирии и Ираке прервали процесс объединения.

## Объединённая Арабская Республика на территории Египта (с 28 сентября 1961 года)
- Май 1962 года — Гамаль Абдель Насер окончательно взял курс на социалистические преобразования в ОАР.
- 26 сентября 1962 года — Военный переворот 1962 года в Йемене, организованный насеристами. Полковник Абдалла ас-Саляль произведён в бригадные генералы и провозглашён первым президентом новообразованной Йеменской Арабской Республики. 29 сентября Египет признал новый режим, Насер заявил о решимости предоставить ЙАР всемерную поддержку. В тот же день в крупные города Северного Йемена — Сану и Таиз — самолётами были доставлены первые египетские солдаты[3]. В итоге после переворота в Северном Йемене началась гражданская война между республиканцами (их поддерживала ОАР) и сторонниками монархии (союзник — Саудовская Аравия), в которой принял участие добровольческий египетский военный корпус из 60 000 человек. Только после Шестидневной войны на Хартумской конференции в августе 1967 года между Египтом и Саудовской Аравией была достигнута договоренность по йеменскому вопросу: Египет должен был вывести свои войска из ЙАР, а Саудовская Аравия — прекратить помощь монархистски настроенным племенам. В октябре 1967 года последние подразделения египетских войск покинули Северный Йемен.
- С 9 по 25 мая 1964 года — официальный визит Н. С. Хрущёва в ОАР. В ответ на награждение советского лидера высшей наградой ОАР — Орденом Нила, тут же, по личной инициативе Н. С. Хрущёва, Указом Президиума Верховного Совета СССР от 13 мая 1964 года президент Гамаль Абдель Насер и военный министр, первый вице-президент ОАР фельдмаршал Абдель Хаким Амер были удостоены званий Героя Советского Союза (с вручением ордена Ленина и медали «Золотая Звезда», № 11 224 и № 11225).
- 5 — 10 июня 1967 года — Шестидневная война с Израилем. Израильская оккупация Синайского полуострова.

После июньского разгрома Насер снял с занимаемых постов всё армейское руководство во главе с маршалом Абд аль-Хакимом Амером. Всего из вооружённых сил уволили до 600 генералов и офицеров. Было арестовано около 200 военных и гражданских должностных лиц, обвинённых в поражении.
- 8 июня 1967 года, на третьи сутки с начала Шестидневной войны, фельдмаршал Абдель Хаким Амер во главе антипрезидентской коалиции потребовал отставки президента Насера.
- 9 июня в своём обращении к нации президент ОАР Насер заявил о своей отставке и обвинил страны Запада, в том, что их ВВС тайно воевали на стороне Израиля[4]. После массовых демонстраций в его поддержку Насер остался на своём посту. Абдель Хаким Амер потерпел поражение и вынужден был на следующий день подать в отставку.

11 июня 1967 года египетские генералы, блокировав дом Насера шестью бронемашинами, потребовали восстановить министра обороны Амера на посту главнокомандующего, но Насер не поддался на угрозы. Однако 29 июня он встретился с Амером, который потребовал от президента освобождения всех генералов, арестованных во время «чисток» в армии. Насер дал своё согласие. Но освобождённые генералы отправились не домой, а прямо к Амеру. 26 августа 1967 года Амер предполагал захватить Генеральный штаб, предварительно заручившись поддержкой четырёхсот курсантов десантной школы. Считая, что войска ему подчиняются и полностью доверяют, он намеревался диктовать свои условия президенту Насеру. Но за сутки до выступления несколько сот офицеров из числа заговорщиков были арестованы. Фельдмаршал Абдель Хаким Амер, второй после Насера египетский Герой Советского Союза, был обвинён в попытке государственного переворота и посажен под домашний арест, а 14 сентября 1967 года, согласно официальной версии, он покончил жизнь самоубийством, приняв яд — аконитин.
Однако несмотря на произведённые перемены, значительная часть кадрового офицерского состава продолжала негативно относиться к курсу Насера на социалистические преобразования. Сохранилась элитарная психология и кастовость кадровых офицеров (но не офицеров, призванных после войны из запаса), их изолированность от жизни общества.
В целом после событий 1967 года армия перестала играть активную роль в политической жизни Египта, хотя военные сохранили влияние при принятии решений по вопросам национальной безопасности, определении её приоритетов и размеров инвестиций в оборонный сектор.
- июль 1967 — 7 августа 1970 — война малой интенсивности между Египтом и Израилем с целью возвращения Синайского полуострова, захваченного Израилем в ходе Шестидневной войны. Велась в основном с помощью артиллерии и авиации. Закончилась подписанием соглашения о прекращении огня без территориальных изменений у сторон конфликта. К середине 1970 года в Египте находилось до 32 тысяч советских солдат и офицеров.

ОАР официально существовала как унитарное государство до конца жизни Насера. 2 сентября 1971 — через год после его смерти — ОАР была переименована в Арабскую Республику Египет.